# Wolfgang Riemann (Fußballspieler)
Wolfgang Riemann (* 18. November 1949) ist ein ehemaliger deutscher Fußballspieler.
Der Mittelfeldspieler begann seine Profilaufbahn in der Regionalliga Südwest bei Eintracht Trier. Vor der Saison 1969/70 wechselte Riemann in die Bundesliga, wo er für den 1. FC Köln sieben Mal zum Einsatz kam. Von Köln wechselte er zum 1. FC Nürnberg in die Regionalliga Süd, in dreizehn Spielen gelang ihm ein Tor für den Club. Vom Club kehrte er über Koblenz-Neuendorf zurück zu Eintracht Trier, mit Trier stieg er 1973 in die drittklassige Amateurliga Rheinland ab. 1976 gelang Trier der Aufstieg in die 2. Bundesliga, wobei Wolfgang Riemann als Kapitän den entscheidenden Treffer gegen Wormatia Worms erzielte. In der nächsten Saison war Riemann Stammspieler, danach kam Riemann in der 2. Bundesliga nur gelegentlich zum Einsatz.

## Vereine
- 1968–1969 Eintracht Trier
- 1969–1970 1. FC Köln
- 1970–1971 1. FC Nürnberg
- 1971–1972 TuS Neuendorf
- 1972–1979 Eintracht Trier

## Statistik
- Bundesliga
7 Spiele 1. FC Köln

- 2. Bundesliga
47 Spiele; 7 Tore Eintracht Trier